# Детерминизм
Детермини́зм (от лат. determinare — «ограничивать, очерчивать, определять») — философская концепция о взаимосвязи и взаимной определённости всех явлений и процессов, доктрина о всеобщей причинности.
Согласно детерминизму, всё происходящее в мире, включая ход истории и человеческой жизни, предопределено либо судьбой, либо богами или Богом (учение о предопределении, теологический детерминизм), либо природой (космологический детерминизм), либо человеческой волей (антропологическо-этический детерминизм), либо развитием общества (социальный детерминизм).

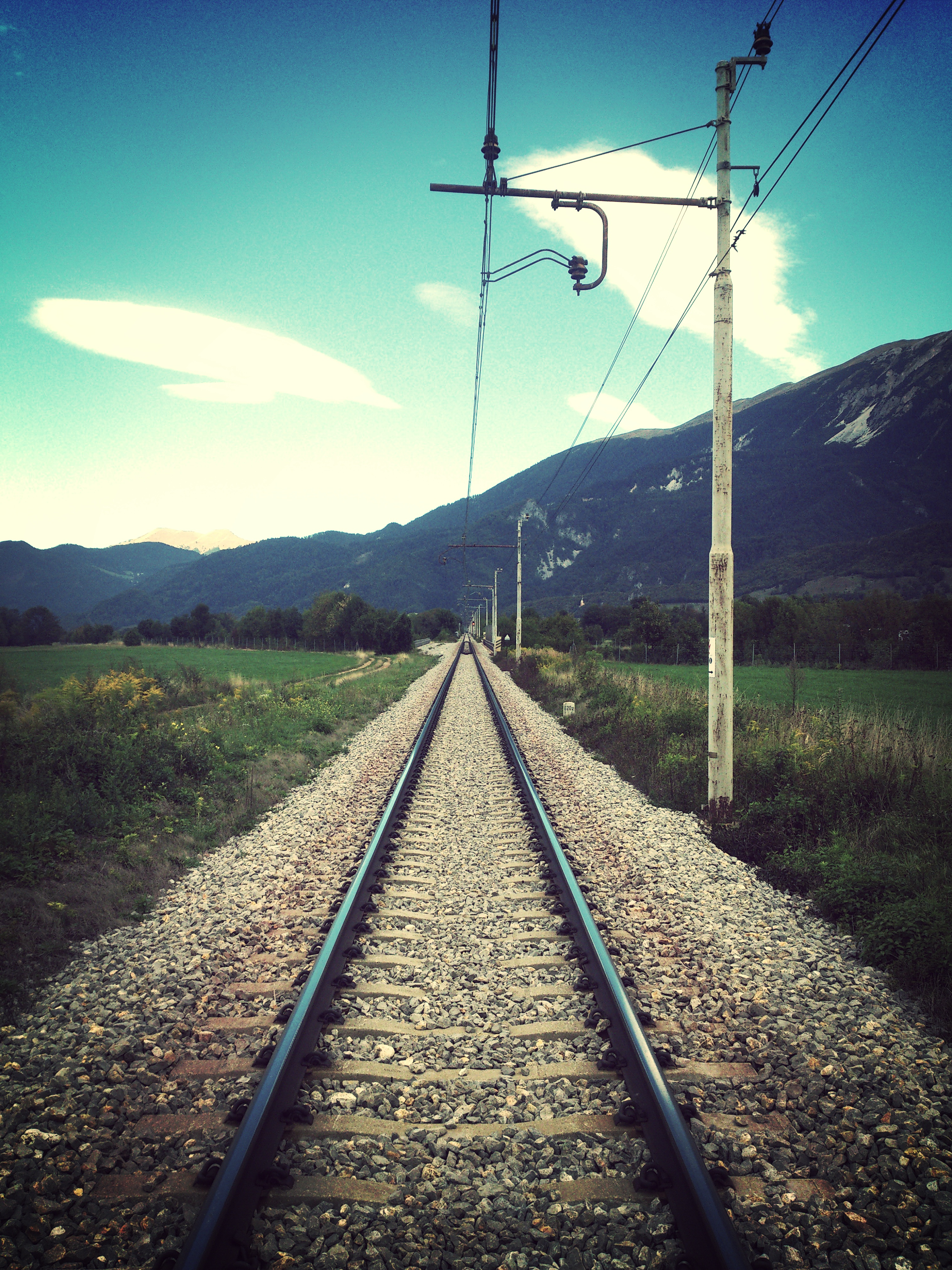
Многие философские теории детерминизма сводятся к мысли о том, что реальность следует неким предопределённым путём

На этой основе определяется понимание свободы, в том числе делается вывод, согласно которому для выбора и, соответственно, личной ответственности у людей, по существу, нет места.
В таком виде детерминизм может быть определён как утверждение, согласно которому имеется только одно, точно заданное возможное будущее.
Детерминизм может пониматься и как фатализм. Противоположностью детерминизма является индетерминизм.
Приверженцем абсолютного детерминизма был Пьер-Симон Лаплас. Он постулировал, что если бы какое-нибудь разумное существо смогло узнать положение и скорость всех частиц в мире, оно могло бы совершенно точно предсказать все события Вселенной. Впоследствии такое гипотетическое существо было названо демоном Лапласа.

## Принцип детерминизма в естественных науках
Детерминизм как представление о взаимосвязи всех явлений и процессов является важнейшей составной частью научной методологии, нацеливающей исследователей на выявление причинности и закономерностей в природе, обществе и мышлении.
На принципе детерминизма построена классическая физика. Она изначально была основана на представлении о мире как о гигантской машине, в которой все процессы совершаются закономерно и случайность исключена (механицизм). Так, П. Гольбах писал: «Ничего в природе не может произойти случайно; все следует определённым законам; эти законы являются лишь необходимой связью определённых следствий с их причинами… Говорить о случайном сцеплении атомов либо приписывать некоторые следствия случайности — значит говорить о неведении законов, по которым тела действуют, встречаются, соединяются либо разъединяются». В этой связи известно также высказывание П.-С. Лапласа:

Ум, которому были бы известны для какого-либо данного момента все силы, одушевляющие природу, и относительное положение всех её составных частей, если бы вдобавок он оказался достаточно обширным, чтобы подчинить эти данные анализу, обнял бы в одной формуле движения величайших тел вселенной наравне с движениями легчайших атомов: не осталось бы ничего, что было бы для него недостоверно, и будущее, так же как и прошедшее, предстало бы перед его взором.

Но затем, начиная с XIX века, стали разрабатываться статистические теории, которые основывались на идеях и методах теории вероятностей. Первыми материальными системами, исследуемыми в рамках статистических теорий, были газы (см. Термодинамика). Движения элементов (молекул газа) в таких системах относительно независимы и равноправны. Хаотические состояния таких систем — это идеальное воплощение случайности.
Появившаяся в первой половине XX века квантовая механика считается принципиально недетерминистической теорией. Например, согласно квантовой механике, наиболее полного из всех возможных описаний атома радия недостаточно, чтобы определить, когда именно данный атом распадётся. Известна лишь вероятность того, что распад (или некоторое количество распадов) случится в течение заданного периода времени.

Принцип неопределенности в версии Эйнштейна сыграл очень полезную роль, поскольку он показывал, что в мире фундаментальных частиц закон сохранения энергии мог нарушаться…
…с его помощью также удалось объяснить некоторые необычные явления в мире субатомных частиц, исходя из того, что в условиях нарушения закона сохранения возможно появление из ничего частиц, которые исчезают ещё до того, как их удаётся зафиксировать, и которые поэтому называют виртуальные частицы…

…принцип неопределенности сильно повлиял на развитие современной физики и философии. Он напрямую связан с философской проблемой причинности (то есть причинно-следственной связи). Однако в науке судьба этой идеи оказалась иной, чем предполагали. Нередко можно прочесть, что принцип неопределенности показывает принципиальную невозможность получить точные научные ответы на то, что в действительности происходит в окружающем мире, и что все человеческие знания получены лишь благодаря непредсказуемым причудам Вселенной, когда следствие не определяется причиной. — Айзек Азимов. Путеводитель по науке для разумного человека

## Принцип детерминизма в социальных науках
Проблема детерминизма занимает особое место в теории и методологии исторической науки. По существу, это вопрос о существовании законов истории. Всегда делались попытки найти универсальные законы истории, определяющие развитие человеческих обществ. Разнообразные доктрины исторической неизбежности исходят из того, что свободное действие человека, безотносительно индивидуальное или коллективное, неспособно изменить ход истории, так как изменения в обществе происходят в результате действия каких-то глубинных сил, которые подчиняются определённым, хотя, может быть, и не всегда известным, закономерностям развития. При этом разные теоретики ставили на первое место различные факторы: географическое положение (географический детерминизм), культуру и религию (культурный детерминизм), экономику (экономический детерминизм), демографию, расовые различия (расовая теория) и т. д.
Между тем, при анализе событий историк сталкивается с многообразием причин разной степени значимости. Совершенно одинаковых условий в истории не бывает. Жизнь постоянно ставит людей перед выбором варианта поведения, что в равной мере относится как к частной жизни, так и к общественным явлениям и процессам. Поэтому обычно имеется несколько альтернативных вариантов решения назревшей проблемы. В ходе борьбы альтернатив история и «выбирает» свой путь.
Развитие научного знания о психике длительное время ориентировалось на механический детерминизм, исходивший из обусловленности психических явлений материальными факторами. Затем в психологии сложилось направление, ориентированное на изучение социальной жизни людей, где в роли причин выступили столь же объективные, как и физические раздражители, но порождаемые не природой, а самими взаимодействующими между собой людьми, формы их социального бытия, их культуры.

## Индетерминизми детерминизм
Между детерминизмом и индетерминизмом имеются переходные учения, например у Лютера, Цвингли и Канта: так, если детерминизм полностью распространяется на эмпирически данную «естественную» природу человека, то его моральная природа рассматривается в этом случае как разновидность индетерминизма.